# 荔鏡記
《荔鏡記》，又称《陈三五娘》，是明朝傳奇作品，出於語言近似的中國廣東省潮州及福建省泉州，作者名已失佚，主要為曲牌（劇本）型式，用戲劇來表演。內文詞語用潮州語及閩南語泉州話混合寫成，可謂最早、閩南文字最豐富的一部閩南語白話文出版品。另一本更早的閩南白話文文獻《金釵記》宣德年寫本於1975年12月23日於廣東潮安縣出土，但閩南文字只有約40左右。
《荔鏡記》故事內容在敘述陳三（陳伯卿，排行第3，泉州人，大哥陳伯賢在廣東做官）五娘（黃碧琚，潮州富戶黃九郎的女兒）曲折的愛情故事，故事發生地點在潮州府，其他的人物還有洪益春（黃碧琚的隨身婢女，穿針引線，后同配陳伯卿）、小七（喜歡洪益春的黃家男傭人）、磨鏡師李公伯、李婆（李公伯妻）、富戶林家的阿舍（富翁）林大（想娶黃碧琚的反面人物）、撐渡伯等。
《荔鏡記》故事廣傳於閩南、潮汕、臺灣和東南亞，是潮劇、白字戲、梨園戲（南管戲）、高甲戲、歌仔戲等劇種的常演劇目。
《陳三五娘》與《山伯英台》、《李連生什細記》、《呂蒙正》並稱歌仔戲四大齣，廣受台灣人民的喜愛。
因《荔鏡記》的自由愛情故事與中國傳統父母作主的媒妁之言婚姻有所衝突，所以此劇在明清兩代一再被官府禁演，不過還是廣受大閩南地區的群眾歡迎。而閩南地區有俗諺謂「嫁豬嫁狗，不如佮（與）陳三走」（女孩子嫁來嫁去的，倒不如嫁給陳三這類人）。
日本作家佐藤春夫作品《星》，取材自本故事。

## 刊本
《荔鏡記》版本計有：明朝嘉靖丙寅年（四十五年、1566）刊本《重刊五色潮泉插科增入詩詞北曲勾欄荔鏡記戲文全集》、萬曆辛巳年刊本《新刻增補全像鄉談荔枝記》、清朝順治辛卯年刊本《新刊時興泉潮雅調陳伯卿荔枝記大全》、光緒十年刊本《繡像荔枝記真本——陳伯卿新調》。另有小說刊本如：明末天啟年間傳為李卓吾所撰的《荔鏡傳》。

## 荔鏡記目錄導引
明朝嘉靖本荔鏡記全劇共55齣，如下所示：
| - 第一齣 - 第二齣 辭親赴任 - 第三齣 花園遊賞 - 第四齣 運使登途 - 第五齣 邀朋賞燈 - 第六齣 五娘賞燈 - 第七齣 燈下搭歌 - 第八齣 士女同遊 - 第九齣 林郎托媒 - 第十齣 驛丞伺接 - 第十一齣 李婆求親 - 第十二齣 辭兄歸省 - 第十三齣 李婆送聘 - 第十四齣 責媒退聘 - 第十五齣 五娘投井 - 第十六齣 伯卿遊馬 - 第十七齣 登樓拋荔 - 第十八齣 陳三學磨鏡 - 第十九齣 打破寶鏡 | - 第二十齣 祝告嫦娥 - 第二十一齣 陳三掃廳 - 第二十二齣 梳粧意懶 - 第二十三齣 求計達情 - 第二十四齣 園內花開 - 第二十五齣 陳三得病 - 第二十六齣 五娘刺繡 - 第二十七齣 益春退約 - 第二十八齣 再約佳期 - 第二十九齣 鸞鳳和同 - 第三十齣 林大催親 - 第三十一齣 李婆催親 - 第三十二齣 赤水收租 - 第三十三齣 計議歸寧 - 第三十四齣 走到花園 - 第三十五齣 閨房尋女 - 第三十六齣 途遇小七 - 第三十七齣 登門逼婚 - 第三十八齣 詞告知州 | - 第三十九齣 渡過溪洲 - 第四十齣 公人過渡 - 第四十一齣 旅館敘情 - 第四十二齣 靈山說誓 - 第四十三齣 途中遇捉 - 第四十四齣 知州判詞 - 第四十五齣 收監送飯 - 第四十六齣 敘別發配 - 第四十七齣 敕陞都堂 - 第四十八齣 憶情自歎 - 第四十九齣 途遇佳音 - 第五十齣 小七遞簡 - 第五十一齣 驛遞遇兄 - 第五十二齣 問革知州 - 第五十三齣 再續姻親 - 第五十四齣 衣錦回鄉 - 第五十五齣 合家團圓 |

## 外部連結
- 《荔鏡記》校釋念白欣賞(明．嘉靖版（1566年） 吳守禮校勘 施炳華校釋) （页面存档备份，存于）
- 閩南語第一名著《荔鏡記》全文 - 網路展書讀 （页面存档备份，存于）

- 中央研究院語言典藏--閩南語典藏（中央研究院網站） （页面存档备份，存于）